# 캐넌볼 MC

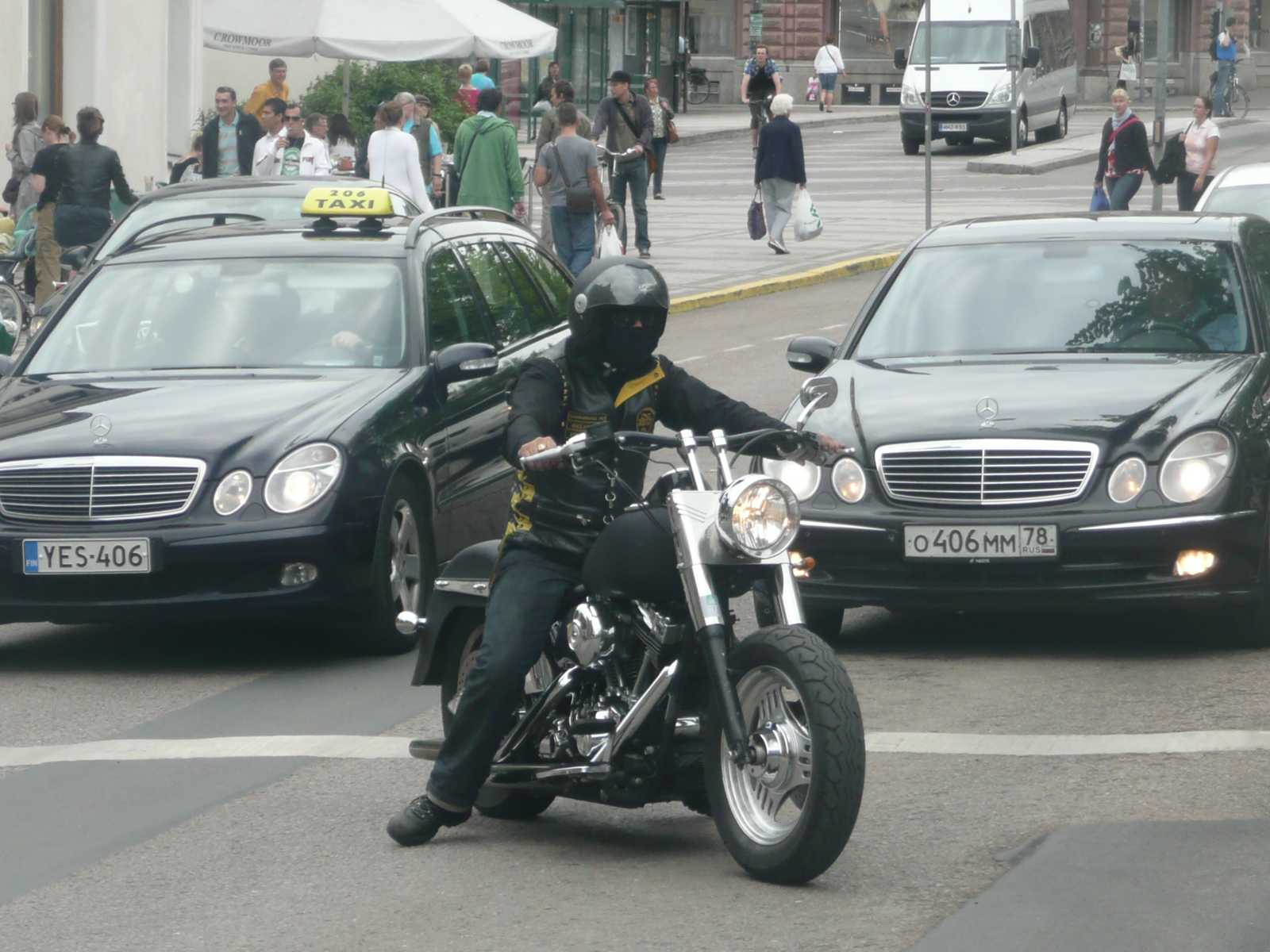

캐넌볼 MC(Cannonball MC)는 핀란드와 에스토니아에서 활동하는 폭주족 조직이다. 1991년 헬싱키에서 설립되어 11개 지부와 200명 이상의 조직원이 있다. 핀란드 중앙형사경찰은 캐넌볼 MC를 조직범죄집단으로 지정했다.